# Ptolemeusz IX Soter II Lathyros

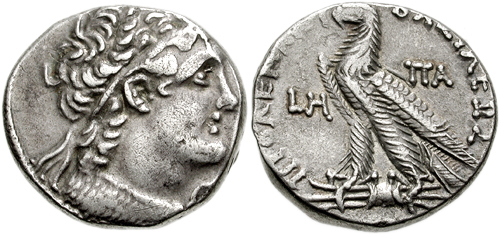
Srebrna moneta z wizerunkiem władcy.

Ptolemeusz IX Soter II (ur. 140 p.n.e., zm. 81 p.n.e. lub 80 p.n.e.) – władca z dynastii Ptolemeuszów, nieoficjalnie nazywany Lathyros (Cieciorka/Groszek), panował w Egipcie w latach 116-110 p.n.e., 109-107 p.n.e. (z przerwami) oraz 88-81 p.n.e. Był synem Ptolemeusza VIII i Kleopatry III, mężem Kleopatry IV i Kleopatry Selene, bratem Ptolemeusza X, ojcem Ptolemeusza XII, Ptolemeusza z Cypru i Kleopatry Berenike III.

## Życiorys
Za życia ojca wysłany został na Cypr, który był mu przeznaczony jako dziedzictwo. Po śmierci Ptolemeusza VIII został jednak wezwany do Egiptu przez sympatyzujący z nim lud Aleksandrii (jego miejsce na Cyprze zajął brat Ptolemeusz X). Współwładał wówczas wraz z matką Kleopatrą III. Początkowo współrządzili oni z Kleopatrą IV, później z Kleopatrą Selene. Tę drugą Ptolemeusz IX poślubił po wymuszonym przez matkę rozwodzie z Kleopatrą IV. W pierwszym okresie swoich rządów prowadził szczególnie aktywną politykę religijną, m.in. samemu pełniąc najwyższy urząd kapłański w kraju - kapłana Aleksandra Wielkiego.
W 110 p.n.e. doszło do zaostrzenia konfliktu między nim a matką, w wyniku czego pozbawiono go władzy i zmuszony był opuścić Aleksandrię; jego miejsce na tronie zajął brat Ptolemeusz X. Na krótko powrócił do Egiptu w 109 p.n.e., został jednak wkrótce ponownie wygnany. W następnym roku powrócił po raz kolejny, po czym został wygnany przez matkę po raz trzeci; wówczas przejął kontrolę nad Cyprem i stamtąd usiłował odzyskać władzę. Wszedł w sojusz z Antiochem IX.
W 103 p.n.e. angażując się w walki dynastyczne Seleucydów, Ptolemeusz IX wylądował w Palestynie i pokonał żydowskiego króla i kapłana Aleksandra Janneusza. Następnie próbował wtargnąć do Egiptu przez Półwysep Synaj, lecz został powstrzymany przez wojska Ptolemeusza X Aleksandra pod Peluzjum. W tej sytuacji był zmuszony wrócić na Cypr, gdzie wyczekiwał nowej okazji do odzyskania tronu.
Po śmierci matki w 101 p.n.e. w Egipcie jako udzielny władca rządził Ptolemeusz X Aleksander. W 88 p.n.e. niezadowoleni z rządów Ptolemeusza X aleksandryjczycy pozbawili go godności królewskiej i wypędzili z Egiptu; wkrótce zginął, próbując zająć Cypr. W związku z tym władzę w Egipcie ponownie zdobył Ptolemeusz IX. Po objęciu tronu dzielił go formalnie ze swoją córką, a zarazem wdową po Ptolemeuszu X, Kleopatrą Berenike III. Faktycznie jednak rządził sam.
Po odzyskaniu władzy szybko stłumił powstanie w Tebach. W związku z tym zdarzeniem utracił jednak kontrolę nad częścią północnej Nubii. W polityce zagranicznej w ostatnich latach swojego panowania starał się trzymać na uboczu, w pierwszej wojnie pomiędzy Mitrydatesem VI Eupatorem a Rzymem ignorując prośbę Lukullusa o wsparcie rzymskiej sprawy. Został pochowany w Aleksandrii.

## Lata panowania
- 116-110 p.n.e. - wspólnie z matką Kleopatrą III
- 110-109 p.n.e. - na wygnaniu
- 109-107 p.n.e. (z przerwami) - wspólnie z matką Kleopatrą III
- 107-88 p.n.e. - ponownie na wygnaniu
- 88-81 p.n.e./80 p.n.e. - wspólnie z córką Kleopatrą Bereniką III

## Tytulatura
| M23 · X1 | L2 · X1 |

| M23 · X1 | L2 · X1 |

| mnx | nTr | t | nTr | D39 · t · H8 | z · N36 | Aa27 | t · H8 | F44 | A41 | sxm | C12 | C2 | stp · n | ir · Aa11 |

| mnx | nTr | t | nTr | D39 · t · H8 | z · N36 | Aa27 | t · H8 | F44 | A41 | sxm | C12 | C2 | stp · n | ir · Aa11 |

| mnx | nTr | t | nTr | D39 · t · H8 | z · N36 | Aa27 | t · H8 | F44 | A41 | sxm | C12 | C2 | stp · n | ir · Aa11 |

| mnx | nTr | t | nTr | D39 · t · H8 | z · N36 | Aa27 | t · H8 | F44 | A41 | sxm | C12 | C2 | stp · n | ir · Aa11 |

| M23 · X1 | L2 · X1 |

| M23 · X1 | L2 · X1 |

| mnx | nTr | t | nTr | D39 · t · H8 | z · N36 | Aa27 | t · H8 | F44 | A41 | sxm | C12 | C2 | stp · n | ir · Aa11 |

| mnx | nTr | t | nTr | D39 · t · H8 | z · N36 | Aa27 | t · H8 | F44 | A41 | sxm | C12 | C2 | stp · n | ir · Aa11 |

| mnx | nTr | t | nTr | D39 · t · H8 | z · N36 | Aa27 | t · H8 | F44 | A41 | sxm | C12 | C2 | stp · n | ir · Aa11 |

| mnx | nTr | t | nTr | D39 · t · H8 | z · N36 | Aa27 | t · H8 | F44 | A41 | sxm | C12 | C2 | stp · n | ir · Aa11 |

| G39 | N5 |

| G39 | N5 |

| Q3 · X1 | V4 | E23 · Aa15 | M17 | M17 | S29 | S34 | D&t&tA | Q3 · X1 | V28 | N36 |

| Q3 · X1 | V4 | E23 · Aa15 | M17 | M17 | S29 | S34 | D&t&tA | Q3 · X1 | V28 | N36 |

| Q3 · X1 | V4 | E23 · Aa15 | M17 | M17 | S29 | S34 | D&t&tA | Q3 · X1 | V28 | N36 |

| Q3 · X1 | V4 | E23 · Aa15 | M17 | M17 | S29 | S34 | D&t&tA | Q3 · X1 | V28 | N36 |

| G39 | N5 |

| G39 | N5 |

| Q3 · X1 | V4 | E23 · Aa15 | M17 | M17 | S29 | S34 | D&t&tA | Q3 · X1 | V28 | N36 |

| Q3 · X1 | V4 | E23 · Aa15 | M17 | M17 | S29 | S34 | D&t&tA | Q3 · X1 | V28 | N36 |

| Q3 · X1 | V4 | E23 · Aa15 | M17 | M17 | S29 | S34 | D&t&tA | Q3 · X1 | V28 | N36 |

| Q3 · X1 | V4 | E23 · Aa15 | M17 | M17 | S29 | S34 | D&t&tA | Q3 · X1 | V28 | N36 |

W języku greckim jego tytuł brzmiał basileus Ptolemaios IX Theos Philometor II Theos Soteros II - król Ptolemeusz Bóg Miłujący Matkę Bóg Zbawca